# Танінова кислота

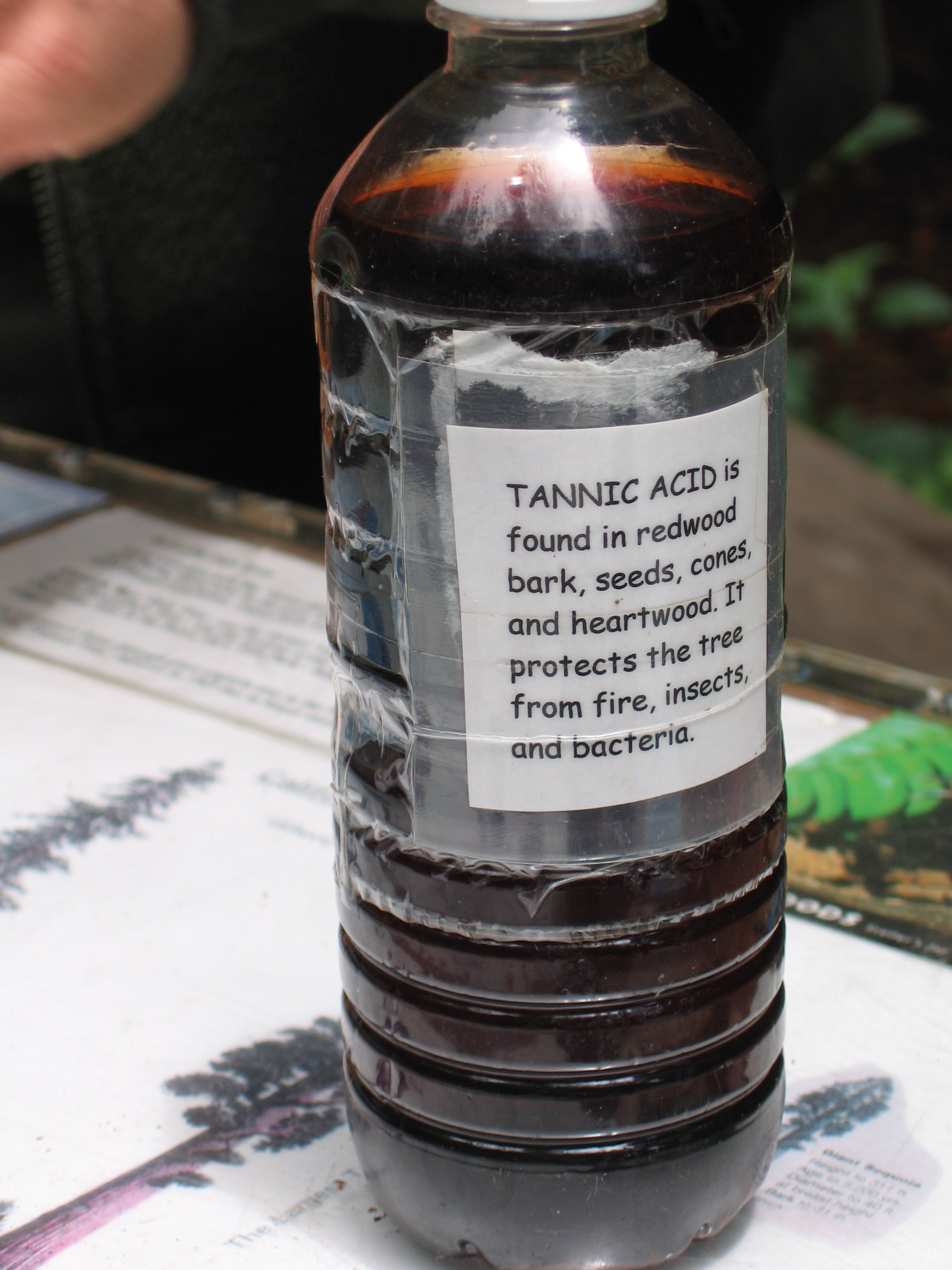
Пляшка танінової кислоти (водний розчин)

Танінова кислота — комерційна форма таніну, належить до групи поліфенолів. Дубильна речовина. Є слабкою кислотою (pKa близько 10) завдяки фенольним групам. Хімічна формула танінової кислоти — C76H52O46, що відповідає декагалоілглюкозі, але в реальності є сумішшю різних полігалоілів глюкози і полігалоілів естерів хінної кислоти, де кількість галатових залишків варіюється від 2 до 12, в залежності від того, з якої сировини вона зроблена. Танінова кислота зазвичай добувається з таких рослин як тара (Tara spinosa, родина цезальпінієвих), сумах китайський (Rhus chinensis), і сумах дубильний (Rhus coriaria).
Двома розповсюдженими формами танінової кислоти є галотанінова (галодубильна), що знайдена у дубових галах і кверцитанінова (дубодубильна) кислота, що отримується з дубової кори.
Оскільки танінова кислота належить до танінів, ці два терміни часто плутають. У тому числі це розповсюджується на зелений і чорний чай, що містять таніни, але не містять танінової кислоти.

## Використання
- Є базовим інгредієнтом, що використовується при фарбуванні деревини. У таких видах деревини як дуб, горіх і махагоні вона вже присутня в достатній кількості, в інші вона додається окремо. Танінова кислота, що присутня в корі секвої захищає її від пожеж, термітів і гниття.[5]
- Використовується як протрава при фарбуванні целюлозних волокон, наприклад, бавовни.
- Використовується для видалення фарби при пранні.
- Використовується для захисту металевих виробів від корозії. Така обробка є дуже ефективною, але залишає сліди на поверхні металу, тому не завжди може бути використана.
- Широко використовується в харчовій промисловості для кларифікації (фільтрації твердих частинок) пива, а також як ароматизатор для напоїв і соків. Також застосовується у виноробстві, де вона є важливим натуральним стабілізатором кольору і смаковою домішкою.[6]
- Використовується в фармацевтичній промисловості для виробництва таннату алюмінію, що використовується як протидіарейний препарат. Також солі танінової кислоти використовуються як антигістамінні і протикашльові засоби.[7]